# Eosericostoma aequispinum
Eosericostoma aequispinum är en nattsländeart som beskrevs av Schmid 1955. Eosericostoma aequispinum ingår i släktet Eosericostoma och familjen Helicophidae. Inga underarter finns listade i Catalogue of Life.